# سكوت فرانك
سكوت فرانك (بالإنجليزية: Scott Frank)‏ (و. 1960  م) هو كاتب سيناريو، ومخرج أفلام أمريكي، ولد في أورلاندو، فلوريدا.

## التعليم
تعلم في جامعة كاليفورنيا، سانتا باربرا.

## جوائز وترشيحات
حصل على جوائز منها:
جوائز
- جائزة نقابة الكتاب الأمريكية
- جائزة إدغار

ترشيحات
- جائزة الأوسكار لأفضل كتابة

ترشح لـ:
- جائزة الأوسكار لأفضل كتابة "سيناريو مقتبس"، عن عمل: Out of Sight [الإنجليزية]‏.

## وصلات خارجية
- سكوت فرانك على موقع IMDb (الإنجليزية)
- سكوت فرانك على موقع ألو سيني (الفرنسية)
- سكوت فرانك على موقع أول موفي (الإنجليزية)
- سكوت فرانك على موقع بوكس أوفيس موجو (الإنجليزية)
- سكوت فرانك على موقع قاعدة بيانات الأفلام السويدية (السويدية)
- سكوت فرانك على موقع قاعدة بيانات الفيلم (الإنجليزية)
- سكوت فرانك على موقع كينوبويسك (الروسية)